# 404-й истребительный авиационный полк ПВО
404-й истребительный авиационный Таллинский ордена Кутузова полк ПВО (404-й иап ПВО) — воинская часть истребительной авиации ПВО, принимавшая участие в боевых действиях Великой Отечественной и Советско-японской войн, после распада СССР вошедшая в состав ВВС России.

## Наименования полка
- 404-й истребительный авиационный полк ПВО[1][2];
- 404-й истребительный авиационный Таллинский полк ПВО[1][2];
- 404-й истребительный авиационный Таллинский ордена Кутузова полк ПВО[1][2];
- 404-й истребительный авиационный Таллинский ордена Кутузова полк ВВС ВМФ[1][2];
- 404-й истребительный авиационный Таллинский ордена Кутузова полк ПВО[1][2];
- 404-й истребительный авиационный Таллинский ордена Кутузова полк[1][2];
- Войсковая часть (полевая почта) 54849[1][2].

## История и боевой путь полка
404-й истребительный авиационный полк сформирован в период с 12 мая по 9 июня 1944 года в составе 2-го гвардейского истребительного авиакорпуса ПВО Ленинградской армии ПВО за счёт частей корпуса на основании приказа 2-го гвардейского иак ПВО № 0049 от 12.05.1944 года на самолётах Як-9 по штату 015/325.
Полк в составе 2-го гвардейского иак ПВО Ленинградской армии ПВО 10 июня 1944 года вступил в боевые действия против фашистской Германии и её союзников на самолётах Як-9. 30 июня полком одержана первая известная воздушная победа полка в Отечественной войне: младший лейтенант Малкин в воздушном бою в районе южнее н. п. Ваккила сбил немецкий истребитель Messerschmitt Bf.109 (Ме-109).
Полк принимал участие в Таллинской операции в период с 17 по 26 сентября 1944 года. За отличие в боях за овладение столицей Эстонской ССР городом Таллин Приказом Народного комиссара обороны № 0338 от 22 октября 1944 года на основании Приказа ВГК № 191 от 21 сентября 1944 года 404-му истребительному авиационному полку было присвоено почётное наименование «Таллинский».
За образцовое выполнение боевых заданий командования в боях с немецкими захватчиками за овладение островом Сарема (Эзель) и проявленные при этом доблесть и мужество Указом Президиума ВС СССР от 16 декабря 1944 года на основании Приказа ВГК № 220 от 24 ноября 1944 года полк награждён орденом Кутузова III степени.
1 января 1945 года полк исключён из действующей армии. В апреле 1945 года сдал матчасть в другие полки корпуса, выведен из состава 2-го гвардейского иак ПВО и по железной дороге перебазирован в Приморский край.
Всего за годы Великой Отечественной войны полком:
- Совершено боевых вылетов — 695, из них:
  - на прикрытие объектов — 88;
  - на сопровождение ША и БА — 607.
- Сбито самолётов противника — 18 (все истребители).
- Свои потери (боевые):
  - лётчиков — 4;
  - самолётов — 5.

После прибытия в Приморский край на аэродром Григорьевка, где с 6 мая включён в состав 147-й истребительной авиационной дивизии ПВО Приморской армии ПВО. В июне 1945 года полк получил 27 истребителей Як-9М. В период с 8 августа по 3 сентября 1945 года в составе в состав 147-й истребительной авиационной дивизии ПВО Приморской армии ПВО полк принимал участие в Советско-японской войне на самолётах Як-9М.
Результаты боевой работы в Советско-японской войне:
- Совершено боевых вылетов — 73, из них:
  - на прикрытие объектов — 41;
  - на отражение самолётов противника — 10;
  - на перехват — 10;
  - на свободную охоту — 12.
- Проведено воздушных боёв — 3.
- Сбито самолётов противника — 2 (Р-100 Мк-3 «Дина-3»).
- Свои потери (небоевые):
  - лётчиков — 1;
  - самолётов — 1.

Боевые заслуги полка были высоко оценены командованием, полк был представлен к присвоению почётного звания «Уссурийский».
В составе действующей армии полк был с 10 июня 1944 года по 1 января 1945 года и с 9 августа по 3 сентября 1945 года.

## Командиры полка
- майор, подполковник Мухин Михаил Иосифович, 12.05.1944 — 31.12.1945[1]

## Послевоенная история полка
После окончания войны с Японией полк вернулся на свой аэродром в Григорьевку, где базировался до 1949 года в составе своей 147-й истребительной авиационной дивизии ПВО Приморской армии ПВО. В феврале 1946 года полк принял самолёты Як-9У из расформированного 429-го истребительного авиационного полка ПВО. С 1 июля 1946 года полк вместе с дивизией вошёл в состав вновь сформированного 1-го истребительного авиационного корпуса ПВО Дальневосточного округа ПВО.
В 1949 году полк перебазировался на аэродром Коммуна имени Ленина, где пробыл до сентября 1956 года. В 1951 году полк перевооружён на реактивные истребители МиГ-15. 25 мая 1953 года полк вместе со 147-й иад передан из 65-го истребительного авиационного корпуса 54-й воздушной армии в состав ВВС ТОФ. 15 сентября 1956 года полк передан в 7-ю истребительную авиационную дивизию ВВС Тихоокеанского флота и перебазирован на аэродром Центральная Угловая.
1 февраля 1957 года полк в составе 7-й истребительной авиационной дивизии ПВО передан из ВВС Тихоокеанского флота в состав Отдельной Дальневосточной армии ПВО (в последующем 11-й отдельной армии ПВО). В этом же году полк переучился на МиГ-17. В 1959 году полк получил первые самолёты МиГ-19П. По расформировании в 1960 году 7-й истребительной авиационной дивизии ПВО передан в состав ВВС Дальневосточного военного округа и перебазирован на аэродром Новороссия.
1 августа 1965 года полк вошёл в состав 303-й истребительной авиационной дивизии Особой Дальневосточной воздушной армии. В этом же году полк перевооружён на МиГ-21. С 1967 года полк базируется на аэродроме Кремово (Озёрная Падь), а с 1973 года на аэродроме Орловка в Амурской области. В 1978 году полк получил МиГ-23М. С 1983 года полк вошёл в состав 33-й смешанной авиационной дивизии 1-й воздушной армии.
В 1986 году полк переучен на МиГ-29 и вошёл в состав 28-й истребительной авиационной дивизии 1-й воздушной армии. В сентябре 1996 года полк получил новые самолёты Су-27, продолжая эксплуатировать МиГ-29.
В августе 2000 года 404-й истребительный авиационный Таллинский ордена Кутузова полк был расформирован на аэродроме Орловка Амурской области. Регалии полка были переданы в 23-й истребительный авиационный полк, сформированный на базе 60-го и 404-го истребительных авиационных полков.
В декабре 2009 года 23-й истребительный авиационный полк переформирован в ходе реформы Вооружённых сил Российской Федерации в 6987-ю авиационную базу ВВС РФ. Впоследствии база переформирована в полки. 23-й истребительный авиационный полк воссоздан и 29 января 2018 года полку официально перешло почётное наименование «Таллинский».

## Награды и почётные наименования
- Почётное наименование «Таллинский» — Приказ Верховного Главнокомандующего от 22 октября 1944 года № 0338
- Орден Кутузова III степени — Указ Президиума Верховного Совета СССР от 16 декабря 1944 года — за образцовое выполнение заданий командования в боях немецкими захватчиками, за овладение островом Сарема (Эзель) и проявленные при этом доблесть и мужество

## Память
404-му истребительному авиационному Таллинскому полку посвящена одна из памятных плит, установленных на советском военном мемориале Маарьямяги в Таллине среди прочих памятных плит, посвящённых освобождавшим в 1944 году столицу Эстонии от гитлеровцев частям Советской армии.

## Лётчики-асы полка
Лётчики-асы полк, сбившие более 5 самолётов противника в воздушных боях.
| Фамилия, имя отчество      | Награды | Сбито самолётов (+ в группе) | Примечание |
| -------------------------- | ------- | ---------------------------- | --- |
| Мухин Михаил Исифович      |         | 5 + 0                        | Лётчик полка: июнь 1944 — 1945 |
| Николаев Дмитрий Семёнович |         | 7 + 5                        | Лётчик полка: апрель 1944 — 1945. Боевых вылетов: 343; воздушных боёв: 58. Советско-японская война (1945). Боевую работу вёл в составе 404 иап. На боевые задания не летал. Война в Корее (1950—1953). Боевую работу вёл в составе Управления 133-й иад. На боевые задания не летал. |